# Дерптский переулок
Де́рптский переулок — переулок в Адмиралтейском районе Санкт-Петербурга. Проходит от набережной реки Фонтанки до Курляндской улицы.

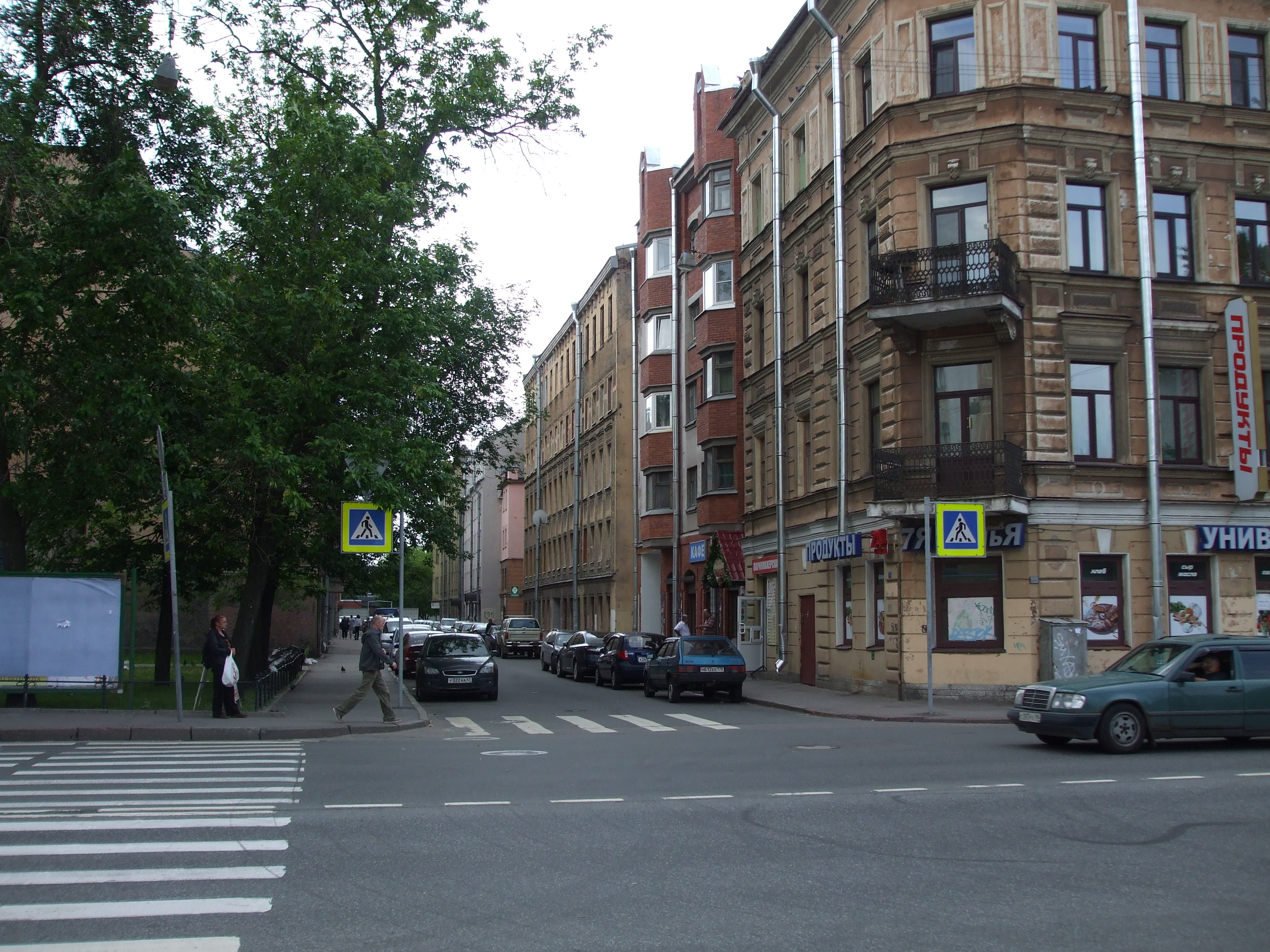
Вид от Рижского проспекта в сторону Курляндской улицы

## История названия
Первоначальное название Апраксин переулок известно с 1798 года, дано по имени землевладельца. Параллельно существовало название 2-й Апраксин переулок.
Современное название Дерптский переулок дано 14 июля 1859 года по городу Дерпт (совр. Тарту), в ряду улиц Нарвской полицейской части, переименованных по городам прибалтийских губерний России. С 18 марта 1909 года по 1930-е годы существовало также название Юрьевский переулок, связанное с неудачной попыткой в 1893 году вернуть городу Дерпту его русское наименование Юрьев.

## История
Переулок возник во второй половине XVIII века. Окончательная застройка Дерптского переулка завершилась в 1904 году постройкой углового дома с Курляндской улицей.

## Достопримечательности
- Санкт-Петербургская бумажная фабрика «Гознака»
- Дерптский сквер (на углу с Рижским проспектом)

## Пересечения
- набережная реки Фонтанки
- Рижский проспект
- Курляндская улица

## Транспорт
Ближайшие станции метро — «Нарвская», «Балтийская» и «Технологический институт».